# Paraguaná-Stacheltaschenmaus
Die Paraguaná-Stacheltaschenmaus (Heteromys oasicus) ist eine Art der Stacheltaschenmäuse. Die 2003 erstbeschriebene Art kommt nur auf der Halbinsel Paraguaná im Nordwesten von Venezuela vor.

## Merkmale
Die Paraguaná-Stacheltaschenmaus erreicht eine Kopf-Rumpf-Länge von durchschnittlich 11,8 Zentimetern und eine Schwanzlänge von durchschnittlich 11,9 Zentimetern. Die durchschnittliche Ohrlänge beträgt 17 Millimeter und die durchschnittliche Hinterfußlänge 29 Millimeter. Es handelt sich damit um eine kleine Art der Gattung, die Männchen sind im Allgemeinen etwas größer als die Weibchen. Das Fell der ausgewachsenen Tiere ist rau und beinhaltet einzelne versteifte, stachelähnliche Haare auf dem Rücken und an den Körperseiten. Das Rückenfell ist sehr dünn und für die Gattung sehr blass braun mit starker Sprenkelung durch ockerfarbene Haare. Es geht ohne abgegrenztes sandfarbenes Band an den Körperseiten in den weißen Bauch über. Die Ohren sind vergleichsweise groß und blassbraun.
Die vorderen Bereiche der Sohlen der großen Hinterfüße sind nackt. Der Schwanz ist leicht behaart und deutlich zweifarbig, die Oberseite ist dabei dunkler als die Unterseite. Im Vergleich zur Trinidad-Stacheltaschenmaus (Heteromys anomalus), die als Schwesterart betrachtet wird und ebenfalls auf Paraguaná vorkommt, ist die Paraguaná-Stacheltaschenmaus deutlich kleiner sowie blasser gefärbt, zudem fehlen ihr die dunklen Einfärbungen der Vorderbeine, die für die Trinidad-Stacheltaschenmaus typisch sind.

## Verbreitung

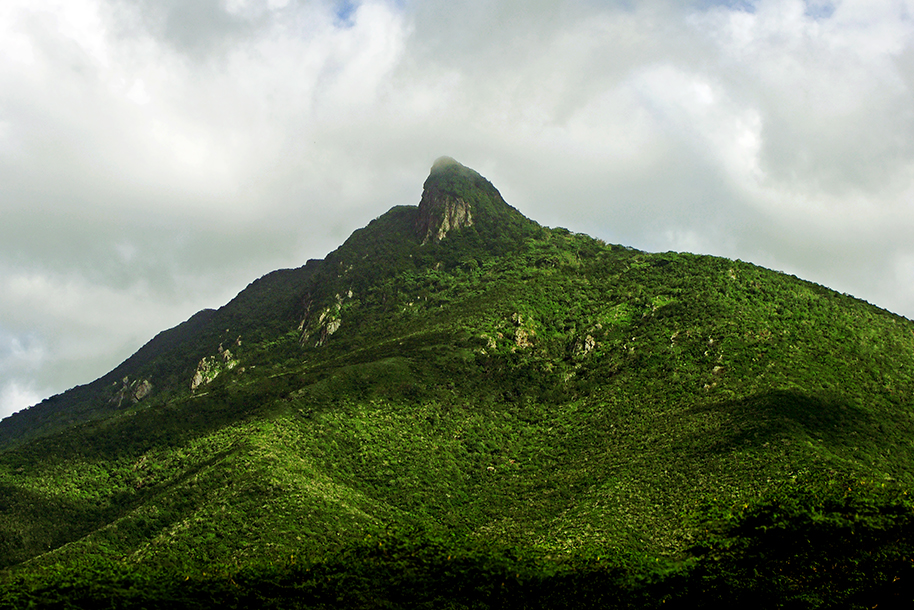
Waldregion am Cerro Santa Ana

Die Paraguaná-Stacheltaschenmaus lebt endemisch auf der Halbinsel Paraguaná im Nordwesten von Venezuela. Dabei ist das Vorkommen auf der Halbinsel auf zwei voneinander isolierte Populationen auf dem Cerro Santa Ana und die Fila de Monte Cano um den Monte Cano begrenzt.

## Lebensweise
Die meisten bekannten Exemplare der Art stammen aus dem Regenwaldgebiet am Cerro Santa Ana aus Höhen oberhalb von 550 Metern. Am Monte Cano wurden die Tiere im Bereich terrestrischer Bromelienfelder in einem trockenen Flussbett eines saisonalen Flusses eines laubwerfenden Waldes gefangen. Von den Beständen der Trinidad-Stacheltaschenmaus sind die beiden Populationen wahrscheinlich über die trockenen Dorngebüsche abgegrenzt, die den Fuß der Gebirge umgeben. Die Tiere sind generell nachtaktiv und bodenlebend, über ihre Lebensweise liegen ansonsten keine Informationen vor.

## Systematik
Die Paraguaná-Stacheltaschenmaus wird als eigenständige Art innerhalb der Gattung der Stacheltaschenmäuse (Heteromys) eingeordnet, die aus 16 Arten besteht. Die wissenschaftliche Erstbeschreibung der Art stammt von Robert P. Anderson aus dem Jahr 2003. Er grenzte die Art von der Trinidad-Stacheltaschenmaus (Heteromys anomalus) ab, die ebenfalls auf Paraguaná vorkommt.
Innerhalb der Art werden neben der Nominatform keine weiteren Unterarten unterschieden.
Der wissenschaftliche Name bzw. das Epitheton wurde latinisiert abgeleitet von dem griechischen Wort „oasis“ für eine Oase, einen fruchtbaren Ort inmitten einer Wüste, und bezieht sich auf die Verbreitungsgebiete der Art in mittelfeuchten Gebieten innerhalb eines Trockenrings in den beiden Bergregionen der Halbinsel.

## Status, Bedrohung und Schutz
Die Paraguaná-Stacheltaschenmaus wird von der  International Union for Conservation of Nature and Natural Resources (IUCN) aufgrund des sehr begrenzten Verbreitungsgebietes von weniger als 22 Quadratkilometer Gesamtfläche als bedroht (endangered) eingeordnet. Die Populationen sind zudem stark fragmentiert und die Lebensräume werden für die Weidenutzung entwaldet. Hinzu kommen Infrastrukturmaßnahmen für den Tourismus sowie Minentätigkeiten am Monte Cano, die zu Lebensraumverlusten führen.

## Belege
1. 1 2 3 4 5 6 7 8 9  Paraguana Spiny Pocket Mouse. In: David J. Hafner: Subfamily Heteromyoninae, Genus Heteromys. In: Don E. Wilson, T.E. Lacher, Jr., Russell A. Mittermeier (Herausgeber): Handbook of the Mammals of the World: Lagomorphs and Rodents 1. (HMW, Band 6) Lynx Edicions, Barcelona 2016, S. 198. ISBN 978-84-941892-3-4.
2. 1 2 3 4  Robert P. Anderson: Taxonomy, distribution, and natural history of the genus Heteromys (Rodentia, Heteromyidae) in western Venezuela, with the description of a dwarf species from the Península de Paraguaná. American Museum Novitates 3396, 27. März 2003; S. 1–43. (Volltext)
3. ↑  Heteromys oasicus in der Roten Liste gefährdeter Arten der IUCN 2018. Eingestellt von: L. Naylor, N. Roach, 2016. Abgerufen am 1. Januar 2019.